# Huceine ibne Alcacim
Huceine ibne Alcacim (Al-Husayn ibn al-Qasim - lit. Huceine, filho de Alcacim) foi um oficial sênior do Califado Abássida que serviu como vizir de setembro de 931 até maio de 932.

## Vida

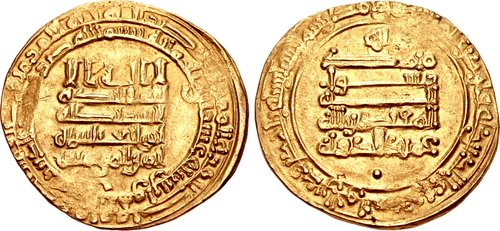
Dinar de ouro do califa Almoctadir r.

Huceine era originário duma família de origem cristã nestoriana que havia servido na burocracia califal desde os tempos do Califado Omíada, e foi o filho, neto e bisneto de vizires. A família, contudo, havia perdido o poder após a morte do pai de Huceine, Alcacim, em 904. Ele foi nomeado para o vizirado e recebeu o título de "Amide Adaulá" ("Esteio do Estado") pelo califa Almoctadir (r. 908–932) em setembro de 931, com o apoio de Ali ibne Alfurate e sua facção contra a fação rival de Ali ibne Issa Aljarrá, e o comandante-em-chefe Munis Almuzafar. Segundo o estudioso C. E. Bosworth, Huceine foi "talvez o último vizir a tentar reter para o vizirado certo grau de sua antiga independência". Ele tentou restaurar as finanças do Estado, mas caiu do poder devido às incessantes rivalidades cortesãs em maio de 932.